# Шефер, Карл Антон
Карл Антон Шефер (19 июня 1890 — 29 января 1974) — немецкий финансист и политик.

## Биография

### Ранние годы
Родился в семье торговца Карла Шефера и его жены Гертруды Шуберт. После получения аттестата в 1909—1911 годах посещал Высшую торговую школу в Кёльне. В 1913 году защитил диссертацию во Фрайбургском университете на тему «Цели и пути младотурецкой экономической политики». До 1915 года работал служащим в акционерном обществе «Дойче Петролеум», впоследствии руководил Центральным германо-турецким экономическим комитетом в Берлине. Специалист по экономике и хозяйству Османской империи, автор многочисленных публикаций по данной тематике.
Участник Первой мировой войны, рядовой.

### Карьера финансиста
В 1917—1920 годах работал научным сотрудником в берлинской дирекции Disconto-Gesellschaft. С 1920 года — прокурист гамбургского филиала «Банка Центральной и Южной Америки». В 1924 году стал генеральным секретарём эмиссионного банка Вольного города Данцига, до 1933 года — член правления Данцигского Ипотечного банка.
В 1933—1939 годах — президент Банка Данцига. После начала войны возглавил имперскую кредитную кассу в Лодзи, а с июня 1940 года являлся германским комиссаром при Банке Франции.

### После войны
В 1945—1948 годах был интернирован во Франции. В 1951—1953 годах — генеральный уполномоченный банковского дома Wilhelm Ahlmann в Киле.
Был членом Общегерманского блока — Союза изгнанных и лишённых прав, с 1958 года — член ХДС.
С 1954 года — депутат ландтага земли Шлезвиг-Гольштейн. С ноября 1953 по ноябрь 1961 года — министр финансов, одновременно в 1953—1954 годах — министр юстиции, в 1957—1958 годах — заместитель председателя кабинета министров земли Шлезвиг-Гольштейн.

## Сочинения
- Ziele und Wege für die jungtürkische Wirtschaftspolitik. Karlsruhe: Braun, 1913.
- Das neudeutsche Ziel, von der Nordsee bis zum Persichen Golf. Stuttgart: Dolge, [1914].
- Deutsch-türkische Freundschaft // Der deutsche Krieg. Heft 12. Stuttgart: Deutsche Verl.-Anst., 1914.
- Türkisches Zollhandbuch. Weimar: Kiepenheuer, 1916.
- Die Entwicklung der Bagdadbahnpolitik. Weimar: Kiepenheuer, 1916.
- Türkische Wirtschaftsgesetze. Weimar: Kiepenheuer, 1917.
- Türkische Kriegsfinanzwirtschaft: Budgetrede gehalten in der türkischen Kammer am 3. März 1917. Stuttgart: Deutsche Verl.-Anst., 1917.
- Geldwesen und Staatsbankfrage in der Türkei // Das Türkische Reich. Berlin: E.S. Mittler und Sohn, 1918.
- Klassische Valuta-Stabilisierungen und ihre Lehren für Deutschland. Hamburg: C. Boysen, 1922 (неоднократно переиздавалась)
  - Классические системы стабилизации валюты / Пер. с 3-го нем. изд. В. В. Леонтьева-сына и П. В. Микеладзе ; Под ред. и с предисл. А. Финна-Енотаеского. — Петроград : Полярная звезда, 1923. — 137, [2] с. : схем.